# Anahí (cantante)
Anahí Giovanna Puente Portilla (Ciudad de México, 14 de mayo de 1983), conocida como Anahí, es una actriz y cantante mexicana. Inició su carrera en el programa Chiquilladas a la edad de dos años. En 2004 logró fama internacional cuando actuó como la protagonista Mía Colucci en la telenovela Rebelde, y formando parte del grupo musical mexicano RBD.  
En el ámbito de la actuación, no se ha limitado a producciones para la pantalla chica, también ha participado en diversas películas como: Nacidos para morir y Había una vez una estrella, por su actuación en esta última, ganó los premios Ariel y Palma de Oro como mejor actriz infantil. Desde muy niña realizó varios trabajos para la televisión sorprendiendo a todos, por su carisma e innata calidad artística. Algunos de los programas que contaron con su participación fueron: Chiquilladas, donde interpretaba el tema «Te doy un besito», Mujer, casos de la vida real, La hora marcada y La Telaraña.
Tras trabajar en novelas como Vivo por Elena, El diario de Daniela y Mujeres engañadas entre otras, en el año 2000 llegó su primer protagónico en la famosa telenovela Primer amor: A 1000 por hora donde interpreta a Jovana. En el 2002 se integró al elenco de Clase 406. En 2004 logró fama internacional tras interpretar a Mía Colucci en la telenovela mexicana, Rebelde, y formar parte del grupo RBD. En 2007, RBD presenta la serie RBD: la familia. En 2011, regresa junto a Carlos Ponce y Sergio Goyri a protagonizar Dos hogares, proyecto producido por Emilio Larrosa.
En el ámbito musical ha lanzado cinco álbumes de estudio como solista, el primer álbum de la cantante se titula Anahí, su siguiente disco se llamó ¿Hoy es mañana?. Su tercer disco, titulado Anclado en mi corazón, es lanzado en 1997 y el cuarto álbum, Baby blue, lanzado en el año 2000, siendo el último antes de integrar la agrupación RBD, con quienes vendió más de 57 millones de discos. En 2009, lanzó el quinto álbum como solista titulado Mi delirio. En 2016, lanzó su sexto álbum titulado Inesperado luego de cuatro años de ausencia en la música. Como solista ha vendido más de 3 000 000 discos y ha sido considerada una de las mejores exponentes del pop latino.

## Biografía y carrera

### 1983–1998: primeros años
Anahí nació en la Ciudad de México, hija menor del cantante y animador español Enrique Manuel Puente López quien es originario de Madrid España y de la mexicana Marichelo Portilla Gómez, su abuela paterna era una reconocida artista española de zarzuela y opereta. Es la pequeña de dos hermanas, estudió en el colegio Albatros más tarde sus padres la cambiaron al colegio Miraflores dónde estuvo hasta el inicio de la secundaria, luego siguió realizando sus estudios con maestros particulares. A la edad de dos años, inició su carrera en el programa Chiquilladas y durante varios años fue la imagen de la marca Pepsi Cola. El tema que interpretó «Te doy un besito» sirvió para cerrar diariamente la programación infantil del canal 5 de Televisa. Anahí además de actuar en televisión, ha participado en algunas películas como Nacidos para morir con Humberto Zurita, Había una vez una estrella con David Reynoso y Pedro Fernández.
En 1993, Anahí fue intérprete del tema «Mensajero del señor», canción dedicada al papa Juan Pablo II con motivo de su visita a México. En 1995 participó en Alondra, con la cual Anahí logró ser conocida en otros países. En 1996, Anahí lanzó su segundo disco ¿Hoy es mañana? y forma parte del elenco de la novela Tú y yo. En 1997, además de formar parte de la telenovela Mi pequeña traviesa, lanzó su tercer álbum de estudio titulado Anclado en mi corazón. En 1998 actuó en las novelas Vivo por Elena y Gotita de amor.

### 1999–2003:Primer amoryClase 406
En 1999 trabajó en la novela El diario de Daniela, interpretando a: Adela Monroy y en Mujeres engañadas interpretó a Jessica Duarte. El 18 de mayo de 1999 se lanzó a la venta el álbum Ellas cantan a Cri Cri, el mismo incluía el tema interpretado por Anahí titulado «Baile de los muñecos». El álbum recibió una nominación como mejor álbum infantil en los Premios Grammy Latinos 2000. En el año 2000 se le dio la oportunidad de realizar su primer protagónico en la telenovela Primer amor a mil x hora al lado de Ana Layevska y Kuno Becker, producida por Pedro Damián. Ese mismo año, sale a la venta su cuarto y último disco, Baby blue. En 2001 se lanzó la banda sonora de la novela titulada Primer amor a 1000 x hora. La misma recibió certificación de disco de oro en México, por parte de AMPROFON, por la venta de 75 mil copias.
En 2002 se integró al elenco de la segunda temporada de Clase 406 como Jessica Riquelme. Producida también por Pedro Damián.

### 2004–2008:Rebelde,RBDy fama mundial
En 2004, el productor, Pedro Damián, la integró en el elenco de la telenovela Rebelde, donde interpretó a Mía Colucci. A la par de esta telenovela, se integró al grupo de pop, RBD. En noviembre de 2004, se lanza el álbum debut titulado Rebelde, fue un éxito tan grande, que cuando RBD lanzó diez meses después Nuestro amor, sorprendió rompiendo récords al conseguir disco de platino en sólo siete horas, y logró ser nominado a los Grammy Latinos como mejor álbum vocal pop dúo o grupo. Rebelde obtuvo certificación de disco de diamante y oro por sus 550 000 copias vendidas. La gira del grupo por la República Mexicana titulada Tour Generación vendió todas las entradas de su tour en tiempo récord, incluyendo una serie de seis conciertos en el Palacio de los Deportes, con capacidad para 15 500 personas. Los primeros conciertos que realizaron a nivel internacional, fue en Colombia, visitando ciudades como Cali, Medellín y Bogotá respectivamente. El 19 de julio de 2005, RBD lanzó su primer álbum en vivo y DVD titulado Tour generación RBD en vivo, grabado durante su primera gira nacional.

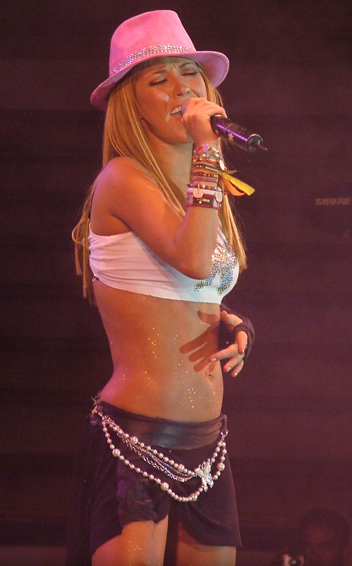
Anahí durante el Tour Generación en Tijuana, 2005.

En 2005, Anahí lanzó Antología, un disco con las mejores canciones de sus anteriores producciones: Hoy es mañana, Anclado en mi corazón y Baby blue. En 2006 los derechos de su álbum Baby blue son adquiridos por Universal Music y fue lanzado en junio a nivel mundial bajo el título de Una rebelde en solitario, vendiendo más de 700 000 copias en México y más de 1 millón de copias en todo el mundo siendo este considerado el álbum más exitoso en la carrera de la cantante desde entonces. Al año siguiente también se lanzó otra compilación, Antes de ser rebelde, esta vez con los temas de sus dos primeros álbumes.
El fervor de los fanes se extendió a Sudamérica, lo que llevó al grupo a volver a grabar ambos discos en portugués para los seguidores brasileños, en noviembre de 2005 lanzaron Rebelde-Edição Brasil, y en mayo de 2006 lanzan Nosso amor. Incluso en este idioma, cada uno de los álbumes encabezó las listas y obtuvo ventas multiplatino.
En abril de 2006 sacan a la venta su segundo CD/DVD en vivo titulado Live in Hollywood. En octubre de 2006, RBD regresó a Río de Janeiro para ser el primer artista de habla hispana en dar un concierto como artista principal en la historia del Estadio Maracaná, el más grande del mundo, ante 50 000 espectadores, donde filmaron el DVD Live in Río, lanzado en febrero de 2007. Al mismo tiempo superaban los dos millones discos vendidos en los Estados Unidos. Además en 2006 la novela Rebelde aterrizó en España causando un auténtico furor, Rebelde fue certificado doble disco platino por sus más de 160 000 copias vendidas llegando a superar las 200 000. El resultado de las exitosas presentaciones en España fue un concierto único en el estadio Vicente Calderón de Madrid ante más de 40 000 personas como parte de la gira Celestial World Tour, en el que se grabó su cuarto CD/DVD, Hecho en España.

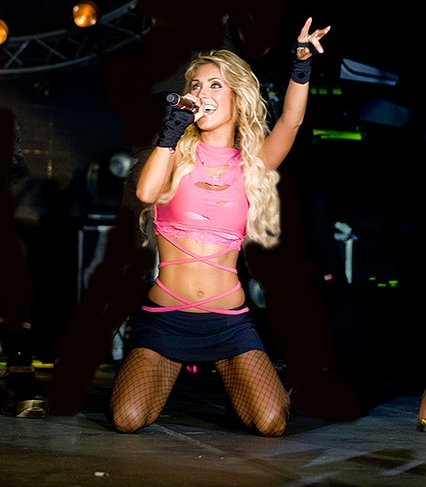
Anahí en Rumanía durante Empezar Desde Cero Tour, 2008.

En mayo de 2007, la compañía Mattel lanza a la venta una edición especial de Barbie de los personajes Mia, Lupita y Roberta de la telenovela Rebelde. Anahí, Dulce María y Maite Perroni fueron las primeras mexicanas en tener una réplica de sus personajes. La muñeca fue puesta a la venta en México, Estados Unidos y América Latina. El 28 de mayo de 2007, el grupo es invitado por el empresario Donald Trump para presentarse en el mayor certamen de belleza, Miss Universo. El evento se realizó en el Auditorio Nacional de la Ciudad de México, México, donde el grupo realizó un medley con las canciones «Wanna play», «Cariño mío» y «Money, money» de su cuarto álbum Rebels.
RBD hizo su debut en inglés con Rebels a dos semanas de haber lanzado Celestial, aumentando su fama con su éxito bilingüe «Tu amor». En noviembre de 2007, RBD publicó Empezar desde cero y lanza su primer sencillo, «Inalcanzable». El CD obtiene gran éxito internacionalmente, convirtiéndose en disco de oro en México y Brasil a una semana de estar a la venta, en España el CD se agotó el mismo día que sale a la venta y es certificado disco de oro en su primer mes, y recibe una nominación en los Grammy Latinos como mejor álbum vocal pop dúo o grupo. En febrero de 2008 dan comienzo a su gira internacional Empezar Desde Cero Tour. En noviembre de 2008, Anahí y Dulce María colaboraron junto a Tiziano Ferro, grabando la canción llamada «El regalo más grande».
Tras cuatro años de éxitos, el grupo anunció su separación en 2008 y un tour mundial de despedida llamado Gira del Adiós, realizando presentaciones en toda América y Europa. En marzo de 2009, como despedida lanzan su último disco titulado Para olvidarte de mí. El 24 de marzo de 2009, lanzan el DVD Live in Brasilia, filmado durante dicha gira ante más de 500 000 personas. En noviembre de 2009 lanzan el último DVD, Tournée do Adeus filmado durante su última gira.

### 2009–2011:Mi delirioyDos hogares
En 2009 firma un contrato con la disquera EMI. En julio de 2009 y durante la entrega de los Premios Juventud, estrena su nuevo sencillo musical «Mi delirio». Fue lanzado a la venta a través de descarga digital el 14 de agosto de 2009. El video musical fue filmado el 16 de octubre de 2009 en Los Ángeles, dirigido por Max Gutiérrez, y el álbum fue lanzado a la venta el 24 de noviembre, este recibió disco de oro en Brasil.
En febrero de 2010 fue elegida jurado internacional para el evento Viña del Mar 2010 donde realizó una presentación interpretando su sencillo «Mi delirio», y terminándola con una actuación polémica de la canción «Él me mintió», sin embargo no se llevó ningún galardón.

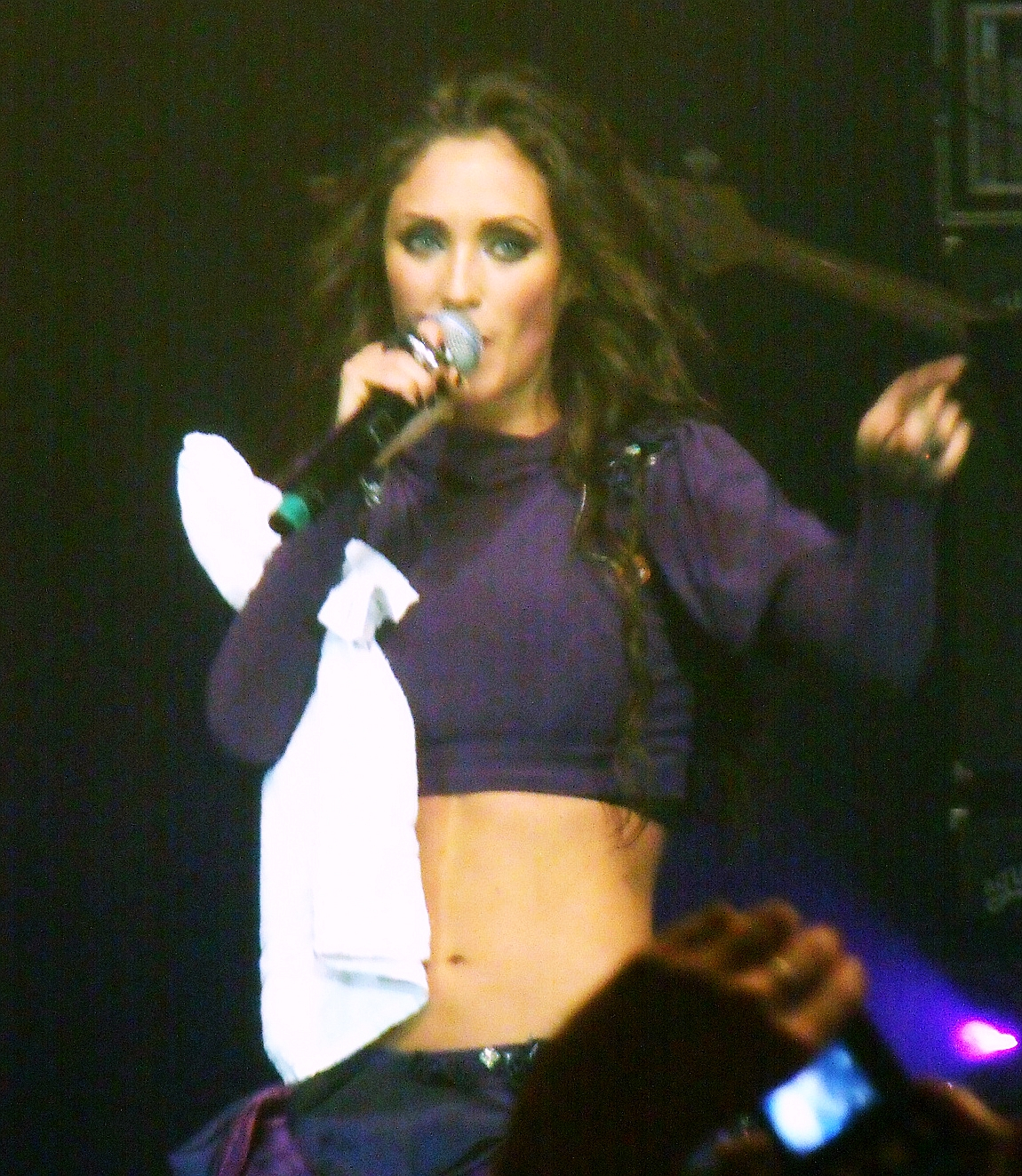
Anahí durante Mi delirio World Tour en São Paulo, 2010

En marzo de 2010, lanzó su segundo sencillo titulado «Me hipnotizas», el cual fue compuesto por la cantante Gloria Trevi, el 7 de junio de 2010 se llevó a cabo el estreno del video musical dirigido por Ricardo Moreno. Al mismo tiempo lanzó su primer sencillo, «Quiero», solo para España, el video musical fue estrenado el 26 de mayo de 2010. En agosto de 2010, Anahí ganó en Premios Orgullosamente Latino en la categoría canción latina del año con «Me hipnotizas».
El 23 de noviembre de 2010 lanzó la reedición de su disco como solista, Mi delirio, titulado Mi delirio deluxe, del cual se desprende el tercer sencillo «Alérgico». El sencillo tuvo un gran éxito comercial, alcanzando el segundo puesto en las listas de las canciones más escuchadas en México, y se convirtió en la canción número uno en ventas, a tan solo horas de haber salido.

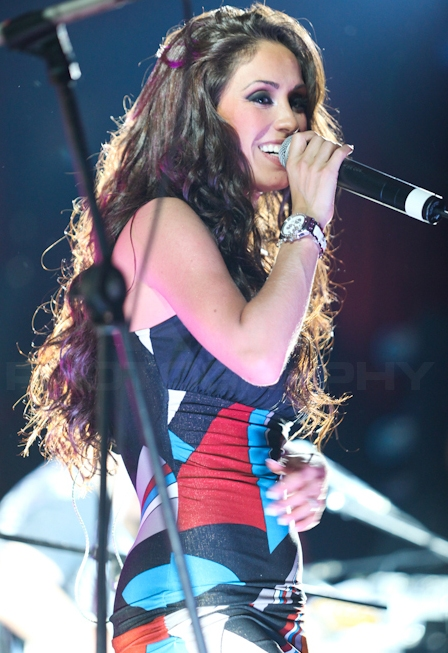
Anahí en Tijuana, 2010.

En septiembre de 2010, Anahí recibió el Premio Arlequín por su trayectoria con su carrera como solista.
En febrero de 2011, Anahí fue elegida para interpretar a Angélica Estrada, el personaje principal de Dos hogares, una telenovela original escrita y producida por Emilio Larrosa. Recibió una nominación en los Premios TVyNovelas como mejor actriz y como mejor tema musical junto a Carlos Ponce, con su tema «Rendirme en tu amor».
En marzo de 2011, Anahí trabajó junto a Christian Chávez, por primera vez desde RBD, grabando la canción titulada «Libertad», que fue lanzada a la venta a través de descarga digital el 12 de abril de 2011. En mayo de 2011, es invitada por MTV Latinoamérica para realizar el tema principal de la telenovela Popland! llamada «Click», junto con el mexicano Bryan Amadeus del grupo Moderatto y el argentino Ale Sergi de Miranda!.
En julio de 2011, Anahí lanzó a la venta la canción «Dividida», tema de apertura de la telenovela mexicana Dos hogares que protagonizó. En diciembre de 2011, la cantante fue invitada a grabar un dueto con el cantante mexicano Juan Gabriel para su nuevo álbum de duetos por la celebración de sus 40 años de carrera artística, que fue lanzado en el 2015, y que se titula «Con tu amor».

### 2012–2014: Non violence y pausa profesional
Anahí se une a la fundación Non Violence como nuevo miembro de embajadores de la paz, siendo la primera latina en unirse a esta campaña. Ha diseñado su propia escultura y participa enviando un mensaje de amor y paz para México, Brasil y el resto del mundo. En 2012, junto a otros embajadores globales se presentó su escultura en la exposición Mundial, Pistolas por la paz, que se llevó a cabo durante los Juegos Olímpicos, Londres 2012.
En 2012, se da a conocer que Anahí se encontraba preparando su próximo álbum, colaborando con artistas como el rappero Flo Rida. En noviembre de 2012 realiza un Twitcam donde anuncia el aplazamiento de su álbum, debido a cambios importantes que han acontecido en su compañía disquera, EMI.
El 4 de febrero de 2013 lanza su sencillo promocional «Absurda». En marzo de 2013, Anahí expresó a la revista Caras México que el sencillo no formaría parte de un nuevo disco. La cantante se mantuvo alejada de su carrera artística durante cuatro años.

### 2015–2018: Regreso musical eInesperado
Luego de contraer matrimonio con el gobernador Manuel Velasco Coello, Anahí anunció, mediante una foto publicada en su cuenta en Instagram, que no dejaría su vida profesional. El 26 de mayo de 2015, Anahí regresa a la música y lanza su sencillo «Están ahí». La canción fue lanzada en descarga digital en agradecimiento a sus seguidores.
El 10 de julio de 2015 se confirmó oficialmente el regreso musical de la cantante. El 16 de julio de 2015 se realiza el estreno de su nuevo sencillo «Rumba», perteneciente a su nuevo álbum de estudio, interpretado por primera vez en Premios Juventud 2015. El sencillo es una colaboración con el cantante boricuo Wisin, y fue puesto a la venta a través de descarga digital el 24 de julio de 2015. El 27 de agosto de 2015 se estrenó el video musical del sencillo, producido por Jessy Terrero y grabado en Miami. El sencillo logró el número uno en la lista Billboard Tropical Airplay, convirtiéndose en el primer sencillo número uno de Anahí en los Estados Unidos.
El 20 de octubre de 2015, la cantante anunció que el nombre de su sexto álbum de estudio es Amnesia, y el segundo sencillo del álbum es «Boom cha», una colaboración con la cantante brasileña Zuzuka Poderosa.
El 12 de noviembre de 2015, se estrenó la segunda temporada del reality show Lucky Ladies del canal Fox Life Latinoamérica, Anahí realizó una participación en la serie donde su hermana Marichelo participa. El 11 de diciembre de 2015 Anahí lanzó el segundo sencillo del álbum titulado «Boom cha», a través de descarga digital, una colaboración con la cantante brasileña Zuzuka Poderosa. El mismo día se estrenó el video musical a través de su cuenta Vevo, fue dirigido por Pablo Croce. El 16 de diciembre de 2015, Anahí junto con su esposo Manuel Velasco Coello viajan a la Ciudad del Vaticano y conocen al papa Francisco.
El 2 de febrero de 2016, Anahí presentó «Amigo Francisco», una canción interpretada junto al cantante Julión Álvarez destinada a darle la bienvenida al papa Francisco en su visita al estado Chiapas. El 3 de febrero de 2016 se realizó la grabación del video musical del tema. Fue estrenado el 6 de febrero de 2016 en la cuenta oficial de Facebook de la cantante. El 12 de febrero de 2016 se lanzó «Eres», tercer sencillo del álbum de estudio y a dúo con el cantante mexicano Julión Álvarez. El 15 de febrero de 2016, Anahí junto a su esposo Manuel Velasco Coello, recibieron papa Francisco en el aeropuerto de Tuxtla Gutiérrez, Chiapas. Posteriormente asistieron al «Centro Deportivo Municipal» donde se ofició una misa.
Finalmente, el 18 de mayo de 2016, durante un Facebook Live anunció que el disco se llamaría Inesperado y que saldría a la venta el 3 de junio de 2016. Ese mismo día se realizó la grabación del video musical del próximo sencillo titulado «Amnesia».
En agosto de 2016, Anahí grabó junto al cantante Juan Gabriel el tema «Dejame vivir» para el álbum de duetos del cantante. El 17 de noviembre de 2016 se lanzó a la venta el tema «Bailando sin salir de casa» que realizó a dueto con la vocalista de la banda Matute para el álbum Poderes de los duetos fantásticos ¡Actívense!. El tema es un cover del tema lanzado en 1986 por la cantante Marta Sánchez.
En marzo de 2018 fue elegida como una de las 25 mujeres más poderosas de Latinoamérica por la revista People en Español. A su vez, fue madrina nominando a la bióloga Julia Carabias Lillo para que formará parte de la lista. Las cinco nominadas por las distintas madrinas fueron sometidas a la votación del público resultando Carabias ganadora con más de 20 mil votos y finalmente incluida en la lista.

### 2019–presente: Podcast y Soy Rebelde Tour

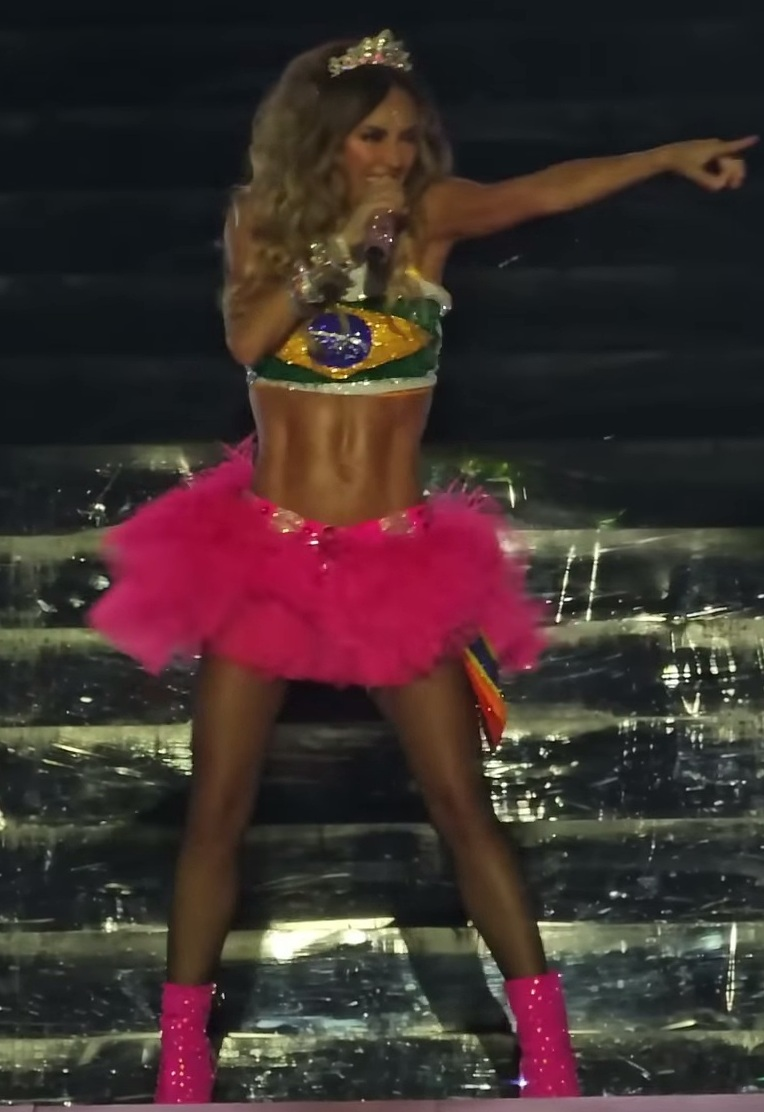
Anahí en Río de Janeiro durante un concierto del «Soy Rebelde Tour», noviembre de 2023.

El 14 de noviembre de 2019 lanzó junto a su hermana Marichelo Puente el pódcast "Están ahí", en su cuenta oficial en Spotify. Cada episodio se estrena un jueves y cuenta con distintos invitados como Jorge D’Alessio, de la banda Matute, en el segundo episodio "D’Alessio rocks!" y el cirujano Ari Papadopulos en el tercer episodio titulado "Soy doctor, no mago".
El 27 de noviembre de 2019 lanzó su página oficial titulada "An by Anahí" en la cual da consejos sobre nutrición, fitness y yoga, así como el video de cada pódcast. El 24 de enero de 2020 lanzó a la venta el sencillo «Latidos», como regalo a su primer hijo Manuel.
El 27 de octubre de 2022 lanzó Déjame Vivir su colaboración con el fallecido cantante Juan Gabriel, la cual fue grabada durante 2016 en Los Ángeles.
El 30 de agosto de 2023 ofreció una entrevista muy personal al periodista Joaquín López-Dóriga donde habló abiertamente de sus problemas de salud, experiencias personales y desequilibrios emocionales. Sus declaraciones se volvieron sumamente virales en cuestión de minutos.

## Vida personal
Antes de integrar Clase 406, Anahí se enfrentó a un grave trastorno alimenticio, denominado anorexia nerviosa. Llegó a pesar unos 35 kilos, estando dentro y fuera de cinco diferentes centros de tratamiento, y siendo enviada a varios médicos y psicólogos de todo México. El 29 de abril de 2001, la cantante regresó de sus vacaciones con su familia, y comenzó a tener la sensación de desmayo, siendo trasladada a un hospital, donde su corazón se detuvo durante ocho segundos.
El 11 de marzo de 2011, Anahí y su equipo de trabajo, comunicaron a través de la cuenta oficial en Facebook que la cantante salió de una operación de emergencia en un hospital de Ciudad de México. El mismo explicaba que «se le realizaron unos estudios médicos en los que a través de una tomografía se descubrió que el oxígeno que naturalmente debe de llegar al cerebro estaba bloqueado en un gran porcentaje, debido a un tabique desviado en la nariz causado por un golpe a temprana edad. Los médicos inmediatamente determinaron que ésta era la causa principal de varios de los malestares que Anahí ha sufrido en los últimos años, pero principalmente, que era una causa de infarto y tenía que ser atendida inmediatamente». En el mismo se explicó que la operación fue un éxito. La operación fue realizada por el cirujano mexicano Raúl Pérez Infante.
Anahí es una devota católica.

### Matrimonio
En abril de 2012, Anahí comenzó a salir con el gobernador del Estado de Chiapas, Manuel Velasco Coello. Durante una entrevista con la revista Caras México en marzo de 2013, Anahí confesó que un amigo le presentó a Manuel, agregando «Admiro su integridad porque me ha demostrado ser un hombre con valores y principios. Me encanta el lugar que le da a la familia y el amor con el que trata a su madre. Admiro la fortaleza que tiene para nunca dejar de luchar por sus objetivos pero sobre todo, que es un hombre muy bueno, muy noble y con un gran corazón». El 9 de septiembre de 2013, Manuel Velasco Coello confirma durante una entrevista que la boda con la cantante se realizará entre este y el año que viene en Chiapas.
En septiembre de 2014, Anahí y Manuel Velasco Coello anunciaron su compromiso. En enero de 2015, Leticia Coello madre de Manuel Velasco Coello dio a conocer que la boda se realizaría en el mes de abril. El 7 de enero de 2015, Anahí reveló a través de su cuenta de Instagram que la confección del vestido contaría con el trabajo de mujeres chiapanecas, el diseño estaría a cargo del diseñador mexicano Benito Santos y José Ramón Hernández sería el coordinador de moda.
El 19 de abril de 2015, el gobernador Manuel Velasco Coello emitió un comunicado donde señaló que su unión matrimonial con Anahí no tendría recepción ni fiesta, y tampoco luna de miel debido a su labor como mandatario. Para finalizar aclaró que el gobierno del estado no realizó ninguna remodelación en la Catedral de San Marcos en Tuxtla Gutiérrez con motivo de su boda.
El 25 de abril de 2015, Anahí y Manuel Velasco Coello contrajeron matrimonio en la Catedral de San Cristóbal de las Casas en San Cristóbal de Las Casas, Chiapas. Fue oficiada por el obispo Felipe Arizmendi Esquivel y contó con la asistencia de solo cien personas allegadas a la pareja. La boda, aun siendo austera como habían declarado previamente los novios, recibió gran atención mediática a nivel internacional, y se la consideró la boda del año.
El 22 de agosto de 2015, Anahí y Manuel Velasco festejaron su segunda boda, esta vez por civil. La ceremonia privada fue llevada a cabo en el Club de Golf Bosques de Santa Fe en la Ciudad de México. Entre los invitados estuvieron políticos y allegados a los novios como el productor mexicano Pedro Damián y el cantante Christian Chávez.

### Maternidad
El 11 de septiembre de 2016 anunció su embarazo a través de su cuenta de Instagram. Anahí realizó una sesión de fotos exclusiva para la revista mexicana Caras donde contó detalles y aseguró que será un niño.

Todo parece indicar que es ¡niño! Aunque el doctor nos comentó que los ultrasonidos pueden a veces cambiar, en este último que hicimos nos dijo que es niño y estamos muy contentos e ilusionados.
Anahí en entrevista con la revista Caras México.

En octubre de 2016 anunció mediante una foto publicada en su cuenta de Instagram que el nombre de su primer hijo sería Manuel.
El 18 de enero de 2017, Anahí anunció a través de su cuenta de Instagram el nacimiento de su primogénito, Manuel Velasco, el 17 de enero de 2017 a las 10:36 p. m. en Tuxtla Gutiérrez, Chiapas. Según información provista por el diario Reforma, el bebé pesó 2.6 kilos y midió 49 centímetros. El 29 de enero de 2017 mostró la primera imagen de su primogénito a través de Instagram.
El 28 de octubre de 2019 anunció, a través de una portada realizada con la revista mexicana Quién, su segundo embarazo. El 8 de noviembre de 2019 reveló el sexo, un varón y el mismo día anunció además el nombre de su segundo hijo, Emiliano. El 3 de febrero de 2020, Anahí anunció a través de sus redes sociales, el nacimiento de su segundo hijo, Emiliano, el 2 de febrero de 2020 a las 11:37 p. m.

#### LibroValiente
El 2 de diciembre de 2018 se pone a la venta el libro de maternidad titulado Valiente escrito por Anahí y editado por Miguel Ángel Porrúa bajo la editorial mexicana Maporrúa en versión digital y en formato físico. Fue previamente anunciado a través de las redes sociales de la cantante. Habla de sus experiencias durante el embarazo, recetas, ejercicios y fue creado con la ayuda de la nutricionista y entrenador de salud Laila Kuri.
A través de sus redes sociales, Anahí anunció que parte de las ganancias del libro serán donadas al área de oncología del hospital de especialidades pediátricas de Tuxtla Gutiérrez, Chiapas.

## Otras actividades

### Conducción
En julio de 2009, Anahí condujo los Premios Juventud junto a la mexicana Karyme Lozano y al actor Juan Soler. Además de conducir la premiación, Anahí presentó por primera vez su nuevo sencillo «Mi delirio». En octubre de 2009, presentó junto a Snoop Dog la categoría Mejor video del año en los Premios MTV.
El 4 de septiembre de 2010, se convirtió en la conductora de los Kids Choice Awards México junto a Omar Chaparro. Interpretando sus sencillos «Mi delirio», «Me hipnotizas» y presentando por primera vez su sencillo «Alérgico». En 2010 condujo el programa «Las 15 mejores colaboraciones de la década 00`s» en MTV Tr3s, presentando las mejores colaboraciones del año 2000.
El 6 de diciembre de 2014, Anahí se convirtió en conductora del Teletón México 2014 junto a Gilbeto Gless, Omar Chaparro y Adrián Uribe, además de realizar un sketch humorístico junto al actor mexicano Pierre Angelo.

### Composición
Anahí además de cantar se ha destacado por componer varias de sus canciones, empezando en su álbum Mi delirio, componiendo y produciendo la mayor parte del disco, junto a Miguel Blas, Gil Cerezo y Ulises Lozano el tema «Mi delirio», siendo este el primer sencillo de su quinto álbum. Junto a Amerika Jiménez y Antonio Rayo compuso el tema «Qué más da», y con la compositora argentina Claudia Brant los temas «Te puedo escuchar» y «Pobre tu alma» en donde se acreditó como escritora y coescritora. Fue la coescritora del tema «Gira la vida» junto a Richard Harris y Facundo Monty. Para la edición deluxe del disco Anahí compuso junto a Noel Schajris su tercer sencillo titulado «Alérgico». Anahí fue la encargada de componer el tema «Aleph» para el libro «O Aleph», del escritor brasileño Paulo Coelho.  En 2011, Anahí se encargó de componer el tema «Dividida» para la telenovela Dos hogares.

Nunca me había atrevido a componer una canción, tenía varias cosas guardaditas, pero no me había animado y ahora que me arriesgué con el apoyo de gente tan buena dentro de la música, me sentí cobijada y por eso me atreví a hacerlo. Es muy difícil cuando estás en un grupo tener esa libertad. Es lógico, porque éramos seis personas y un montón de gente atrás, había mucha gente involucrada en las decisiones, no solamente éramos nosotros. Entonces estoy muy feliz porque me he podido involucrar mucho más, tengo más libertad, me metí en el arte del disco, en el vestuario, en el diseño del escenario, en cada letra, hasta en los sonidos, estoy en todo y eso me da mucha tranquilidad, porque pase lo que pase con el disco voy a estar muy orgullosa de que hice lo que quise, que salió de mi corazón.
Anahí, en relación a la composición de su disco Mi Delirio en 2009. 

En 2012, compone junto a Noel Schajris y Claudia Brant su nuevo sencillo «Absurda», lanzado oficialmente el 4 de febrero de 2013.
En 2016 lanzó su sexto álbum titulado Inesperado el cual contenía los sencillos «Boom cha» compuesto por Anahí junto a Claudia Brant, Julio Reyes, Urales Vargas, Cassiano Juliano, David Quiñones y Alfio Antico, y el tercer sencillo del álbum titulado «Eres», compuesto junto a la cantante venezolana Mariana Vega, Jovany Barreto, Luis Salazar, Paolo Tondo y Tat Tong.

### Actividades empresariales
En 2006, Anahí inauguró su primera boutique en un centro comercial de la Ciudad de México. Contando con el apoyo de sus compañeros de RBD, Anahí cortó el listón de apertura. La tienda contaba con ropa y accesorios que llevan su nombre. En noviembre de 2006 se reportó que desde su inauguración la tienda vendió más de 50 mil dólares en mercancía. En marzo de 2007 la cantante decide cerrar su tienda. En 2008, Anahí abrió su tienda virtual llamada Anahí World, la cual contaba con accesorios, remeras personalizadas y otros artículos.
En 2011, Anahí pasó a formar parte del grupo Aviesta en México, convirtiéndose en su directora de moda, contando con una página para ventas en línea, su objetivo fue expandirse en otros países. El 25 de abril de 2012, se llevó a cabo el lanzamiento oficial de su línea de calzado, bolsos y tienda virtual, en una fiesta organizada en el Obelisco de Polanco, México, en la cual compartió con invitados vip, la prensa y varios fanáticos.

Rompimos récord de ventas en los primeros tres meses, por eso es que ahora vamos a abrir más mercados, Estados Unidos y Brasil, y espero llegar a todo el mundo. Quiero darle las gracias a mis invitados especiales, porque es gente súper importante, a quienes admiramos todos mucho, gracias los quiero mucho, hoy es una fiesta de todos ustedes, de mis amigos y de quienes más han creído en mí, hay que pasarla muy bien.
Anahí, en relación al lanzamiento de Aviesta, 2012.

Logo BE by Anahí

Anahí rompió récord de ventas en los primeros tres meses, y vendió en menos de 7 meses más de 2 millones de dólares en zapatos. En agosto de 2012, Aviesta es lanzado en Estados Unidos.
En 2012, Anahí anunció vía una Twitcam realizada que lanzaría una línea de cosméticos en el año 2013, pero el producto no fue revelado. Anahí expresó «También viene otra línea por ahí de algunos cosméticos que ya verán, pero es ya una sorpresa que está a punto de estar». En marzo de 2013, se anunció el nombre, BE by Anahí, una línea de esmaltes de uñas que se dio a conocer por la cantante.
En la revista Glamour Latinoamérica se reveló que era una colección de veinticinco colores diferentes, y tenían nombres como «rebelde», «delirio», «absurda», «click», «hipnótico» y «sálvame», siendo estos los nombres de algunas de sus canciones más conocidas. El 16 de julio de 2013 son puestos a la venta en las tiendas de Superama en todo México.
El 30 de octubre de 2013, la cantante anunció, a través de su Twitter oficial, que debido a otros proyectos ya no era la directora de moda de Aviesta. En febrero de 2014 se anunció el lanzamiento de Be by Anahí de manera internacional en diez países de América Latina y en Estados Unidos, a través de la empresa internacional Zermat.
En 2021 lanzó a la venta a través de MercadoLibre México su paleta de sombras llamada MIA como parte de su línea de maquilla "An makeup". La misma cuenta con 24 tonos.

### Actividades humanitarias
Luego de haber padecido de anorexia nerviosa, Anahí tomó la decisión de participar en diversas campañas y charlas sobre dicho problema, con el fin de compartir esa experiencia con jóvenes como ella que pudieran estar pasando por una situación similar.
En octubre de 2008, con el apoyo de Televisa en colaboración con la Secretaría de Salud, Anahí puso en marcha la campaña «Si yo puedo, tú también», ayudando a los adolescentes que padecen de desórdenes alimenticios. Dicha campaña incluyó cuatro primeros promocionales que comenzaron a difundirse. Anahí explicó que desde hacía tiempo tenía planeado los promocionales, donde ella da su testimonio e invita a quienes lo padecen o tienen familia con este problema para que se acerquen al personal especializado. Además de contar con una línea gratuita de ayuda se capacitó también a más de 80 equipos estatales para brindar atención, así como a diferentes centros de salud.

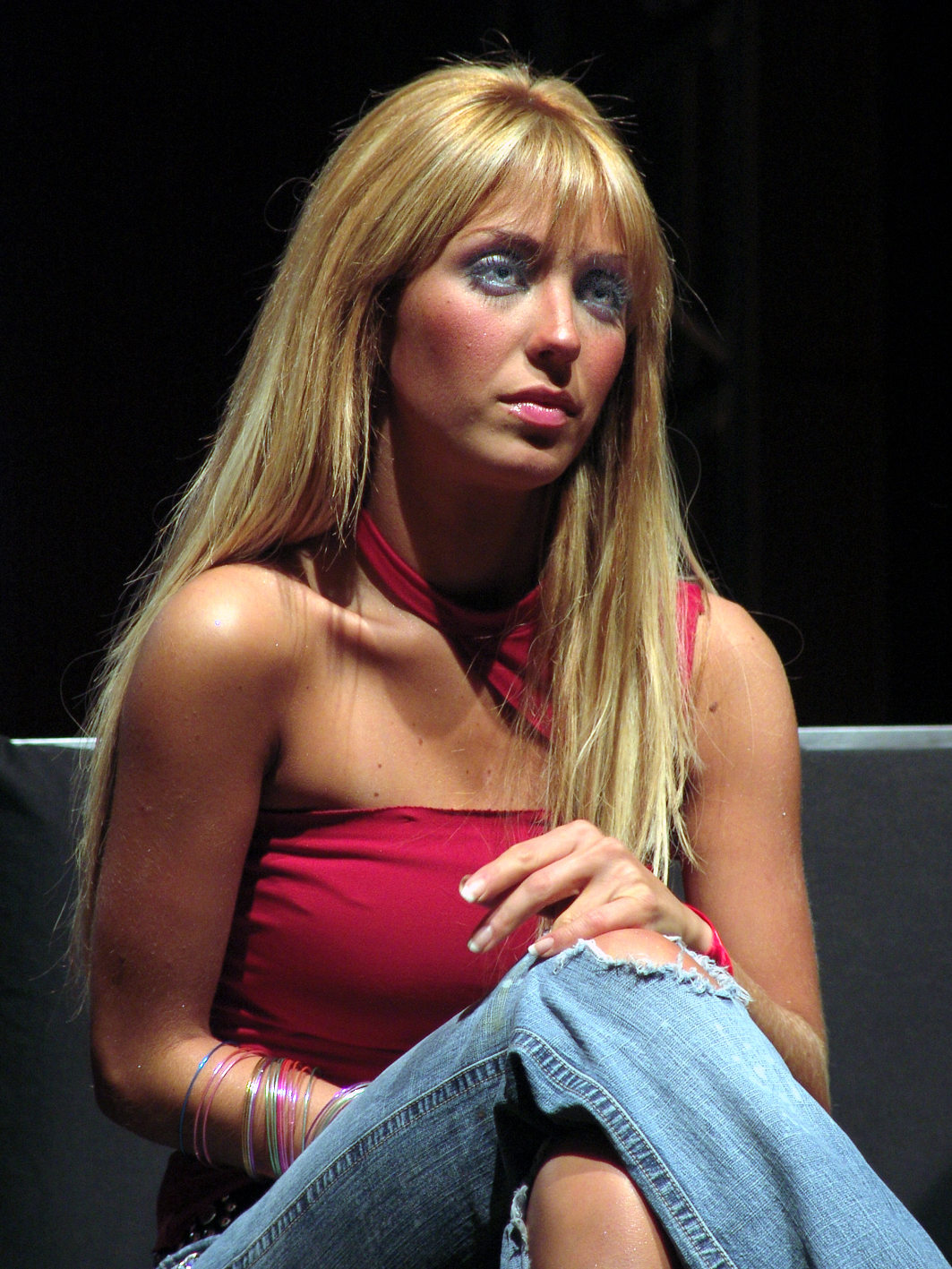
Anahí durante una conferencia de prensa, 2006.

En mayo de 2009, Anahí participó en la campaña «Mexicanas, mujeres de valor», que busca impulsar la equidad de género y el respeto a través de mensajes que favorezcan la paz social, la unión familiar y el orgullo de ser una mujer mexicana, con el fin de propiciar un desarrollo pleno. El 28 de agosto de 2009, Anahí ofreció en Monterrey una conferencia a jóvenes sobre el problema de anorexia y bulimia que vivió. La cantante ofreció una conferencia sobre el tema dentro del evento organizado por el Instituto Estatal de la Juventud, cerca de 700 jóvenes se dieron cita en el evento para escuchar el relato de la cantante. En agosto de 2009, Anahi realizó una serie de mini conciertos como parte del Anahí Promo Tour, durante una entrevista con la revista brasileña Capricho la cantante confirmó que el dinero de los boletos vendidos fue destinado a ayudar diferentes organizaciones de ayuda Trastornos de la conducta alimentaria, expresando «Los boletos que los fanáticos han comprado se han ido para ayudar, ahorita dimos el cheque, estuvo aquí la gente de la fundación, y a mi me dio mucho orgullo eso, pensar que el amor y el cariño que ellos me dan es tan bien amor y cariño que transformamos para ayudar y salvar vidas. Eso a mí se me hizo lo más lindo de todo».
El 19 de febrero de 2010, participó en la sexta edición de «Xpo Joven», que tuvo por lema «Tú eres el cambio». El evento se llevó a cabo en el Centro de Convenciones y Exposiciones de Chihuahua, en la cual Anahí contó sus vivencias y sobre el paro cardíaco que sufrió a causa de los desórdenes alimenticios. En marzo de 2010, Anahí ofreció tres conciertos en Monterrey, Guadalajara y Ciudad de México, anunció que el dinero recaudado iba a ser donado a las víctimas del Terremoto de Chile de 2010. En julio de 2010, Anahí donó una de sus faldas, utilizada durante los conciertos junto a RBD, para la subasta que recolectó fondos para los damnificados del huracán Álex. El 18 de octubre de 2010, se presenta en el concierto «Cantémosle a Veracruz», organizado por Claudia Lizaldi y Sergio Berger, para recaudar fondos en beneficio de los damnificados del huracán Karl que azotó dicho estado de la República Mexicana. En octubre de 2010, Anahí realizó una serie de almuerzos en Brasil para sus fanáticos, el dinero recaudado de las entradas fue destinado a organizaciones que combaten los Trastornos alimenticios. La cantante argumentó «Estoy muy contenta de estar con ustedes hoy, gracias por venir. Ustedes saben que aparte de cantar y aparte de hacer lo que tanto me gusta mi vida esta completamente dedicada a ayudar a personas que tienen un problema, el cual yo tuve durante seis años de mi vida, y que creo que es importante poner un granito de arena».
Anahí se ha presentado en varios eventos del Teletón que promueve la rehabilitación física de discapacitados y fomenta una cultura de integración y de participación, intentando recaudar dinero para ayudar a la creación de centros de rehabilitación infantil para niños con diferentes discapacidades. El 6 de febrero de 2010, Anahí se presentó en el Teletón El Salvador. En diciembre de 2010, se presentó en el Teletón de Ecuador; y en diciembre de 2011 se presentó en el Teletón México.
En marzo de 2011, Anahí participa en el proyecto que busca ayudar a los damnificados del doble desastre natural y la crisis nuclear en Japón, su canción «Alérgico» es incluida en el álbum de Voces por Japón, el cual contaba de dos discos, siendo una recopilación de los temas más importantes de los artistas locales más reconocidos reunidos por una gran causa social, ayudar a los damnificados del terremoto y tsunami ocasionado en Japón.
El 18 de septiembre de 2011, National Geographic presentó la producción original Obsesión: cuerpos que gritan, grabada en Latinoamérica, que registra los testimonios de personas que sufren dentro de su propio cuerpo y tratan de buscar una salida. Anahí habló en esta miniserie sobre el infierno que vivió por cinco años, durante los cuales estuvo enferma de anorexia, y como logró superar esta enfermedad. En diciembre del 2011, Anahí visitó la Fundación Ellen West, apoyando a María Carmen Betanzos, víctima de anorexia que comenzó la recuperación en dicho centro gracias a la ayuda del programa Laura. Anahí recorrió los establecimientos, se familiarizo con los trabajos de las chicas en la institución y ofreció un discurso de apoyo para las víctimas de la enfermedad que están en proceso de recuperación. En 2011, Anahí junto al elenco de Dos Hogares prestaron su voz en la campaña en pro de la mujer, elaborada por Fundación Cultural Televisa, lanzando una serie de cortinillas que incluían teléfonos de ayuda gratuita para que todas las mujeres que se sientan abusadas reciban ayuda.
El 6 de octubre de 2011, Anahí se une a la fundación Non Violence como nuevo miembro de embajadores de la paz, siendo la primera latina en unirse a esta campaña invitada por la viuda de John Lennon, Yoko Ono. Ha diseñado su propia escultura y participa enviando un mensaje de amor y paz para México, Brasil y el resto del mundo.
El 3 de enero de 2013, Anahí junto a la presidenta del DIF Estatal, Leticia Coello entregaron más de 1500 juguetes a familias de la colonia Pakal-Na’, con motivo de festejo por el Día de los Reyes Magos en Palenque, Chiapas. El 28 de abril de 2013 Anahí, junto a Manuel Velasco, entregaron regalos a niños en el Parque Bicentenario con motivo de festejo por el Día del Niño, la entrega continuó en las comunidades rurales chiapanecas.
El 27 de marzo de 2014, María Eugenia Pérez Fernández, delegada estatal de la Cruz Roja Mexicana en la entidad, nombró a Anahí voluntaria honoraria durante la colecta que se realizará en 122 municipios que conforman el estado de Chiapas. El 19 de agosto de 2014 se suma al reto Ice Bucket a favor de la investigación de la esclerosis lateral amiotrófica. Dicho reto consiste en lanzarse una cubeta de agua helada para recaudar dinero y crear conciencia acerca de este tipo de esclerosis, también conocida como la enfermedad de Lou Gehrig.
El 13 de diciembre de 2014 participó en el Teletón USA que tuvo como meta recaudar quince millones de dólares para ayudar a niños con discapacidades en los Estados Unidos.

#### Fundación Sálvame

Anahí en el evento de inauguración de la Fundación Sálvame en 2014.

El 13 de diciembre de 2013, Anahí anunció, a través de un video subido en su cuenta oficial en YouTube, el próximo lanzamiento de su fundación Sálvame y de su campaña titulada Niños Futuro que tiene como objetivo ayudar a los niños más desamparados del estado de Chiapas, México.
El 8 de agosto de 2014, Anahí dio inicio oficialmente a su fundación Sálvame con un evento realizado en el estado de Chiapas.
El 16 de octubre de 2014, realizó un donativo de 700 mil pesos, en nombre de su fundación, a la organización INCAN y su campaña 1 minuto vs el cáncer #Cancerotón.
El 11 de noviembre de 2014, la cantante visitó con su fundación el Centro de Rehabilitación Infantil Teletón (CRIT) en Tuxtla Gutiérrez, Chiapas, para entregar sillas de ruedas, muletas y juguetes a niñas y niños que reciben atención en el lugar. El 13 de noviembre de 2014, visita con su fundación la localidad Tres Lagunas del municipio Comitán de Domínguez, donde asistió a niños con juguetes, despensas y cobertores. La cantante con su fundación ha realizado una gira que ha recorrido hasta el momento otros municipios como Huixtán, Huehuetán, Tuxtla Chico y la región Meseta Comiteca Tojolabal.

Fundación Sálvame trabaja por las niñas y los niños de Chiapas; por sus derechos, para atender sus necesidades más inmediatas y asistir a menores de edad que han sido víctimas de violencia y maltrato familiar. Lo que más me interesa, es verlos siempre sonrientes y felices.
Anahí, sobre el labor de su fundación. 

El 6 de diciembre de 2014, Anahí se presentó en el Teletón México, donde realizó un donativo en nombre de su fundación, entregando un depósito de trescientos mil pesos. El 11 de diciembre de 2014, visitó y llevó juguetes, sillas de ruedas, mantas, entre otras cosas, al Hospital Infantil de Tuxtla Gutiérrez, Chiapas.

#### Labor como primera dama
El 30 de septiembre de 2015, Anahí realizó un diseño que fue subastado en 700 000 pesos, destinado a contribuir a la causa de la Fundación Duerme Tranquilo, quien realizó una gran subasta anual para la recaudación de fondos, los cuales son utilizados para fomentar proyectos en el área de la salud, entregando apoyos al Hospital Juárez de México, el Instituto Nacional de Cancerología, el Instituto Nacional de Neurología y Neurocirugía, y el Instituto Nacional de Pediatría.
Como Primera dama de Chiapas comenzó una serie de visitas a diferentes escuelas y Centros de Desarrollo Comunitario de Tuxtla Gutiérrez. El 8 de octubre de 2015, Anahí visitó el Centro de Desarrollo Comunitario (CEDECO) para apoyar a madres solteras y niños en Tuxtla Gutiérrez, Chiapas. El mismo día realizó un spot publicitario en la lucha contra el Cáncer de mama que busca concienciar y prevenir dicha enfermedad.
El 5 de noviembre de 2015 visita la escuela «Delfina Rincón» donde junto a los niños vio la obra de teatro guiñol titulada Las palabras mágicas de amistad, la cual tiene como objetivo fomentar valores de respeto, amistad y solidaridad. El 6 de noviembre de 2015, Anahí visitó el Centro de Educación Básica del estado de Chiapas (Cebech), donde realizó una charla preventiva sobre el Cáncer. Estuvo acompañada por Claudia Santillana Rivera, presidenta de la fundación Un paso a la vez, quien dio su testimonio como sobreviviente de la enfermedad. El 10 de noviembre de 2015 visitó el Centro de Equino terapia de la Secretaría de Seguridad y Protección Ciudadana del Gobierno de Chiapas, donde convivió con los niños que reciben terapias. La encargada del centro, Paloma Astudillo, explicó el funcionamiento y objetivo del Centro. El 11 de noviembre de 2015, Anahí visitó las «Aldeas Infantiles SOS». Junto con Tania Sevilla, directora del lugar, y Jakelin Sauza Marín, visitadora general especializada de atención de asuntos de la mujer de la Comisión Estatal de los Derechos Humanos, recorrió y se familiarizó con el trabajo que se realiza en el lugar.
Siguiendo con sus visitas como primera dama, el 18 de noviembre de 2015 realizó, junto a la psicóloga Yoshune Díaz Juárez, una charla preventiva sobre adicciones tales como alcohol y drogas, en la Secundaria del Estado. El 19 de noviembre de 2015, Anahí visitó el «Las Granjas», un Centro de Desarrollo Comunitario (Cedeco), donde recorrió las diferentes clases que forman parte del proyecto Voces por la Paz.
Siguiendo con sus labores, el 1 de diciembre de 2015, Anahí visitó las instalaciones de la Secretaría de la Juventud, Recreación y Deporte y entregó uniformes deportivos, los cuales serán usados en los XXVI Juegos Nacionales Deportivos y Culturales de adultos mayores. El 3 de diciembre de 2015, acompañada de Juan Carlos Cal y Mayor Franco, ingresó a las instalaciones del Teatro de la Ciudad Emilio Rabasa y escuchó un fragmento de la obra Cinema Sinfónico donde pudo compartir con artistas chiapanecos. El 14 de diciembre de 2015, acompañada de María Inés García, llevó regalos a niños de una Casa Hogar Infantil.
El 4 de febrero de 2016 visitó el municipio de Zinacantán, junto con el alcalde Manuel Martínez Jiménez, donde convivió con artesanas, porto el traje habitual de las mujeres zinacantecas y entregó máquinas de coser a cada una de las cuarenta artesanas presentes destinadas a facilitar el trabajo diario de las mismas.
Después de la vista del papa Francisco en Chiapas, Anahí continuó con sus labores como Primera dama y visitó la secundaria para niños con discapacidades específicas (Procanet), donde entregó una marimba para que los niños puedan organizar un taller, además de entregarles juguetes. El 25 de febrero de 2016, visitó el Albergue temporal de Mujeres Maltratadas, donde se proporciona atención integral a mujeres víctimas de violencia. Entregó máquinas de coser, computadoras portátiles y juguetes.
El 4 de marzo de 2016 visita el pabellón oncológico del Hospital de Especialidades Pediátricas donde llevó juguetes a cada paciente para que cuenten con una distracción durante su estancia y tratamiento en el hospital.
A partir del 9 de septiembre de 2017, Anahí recorrió y visitó junto a su esposo, Manuel Velasco, gobernador del Estado de Chiapas, los distintos municipios afectados y a los damnificados del sismo de magnitud 8.2 que sufrió el Estado el 7 de septiembre de 2017. El 10 de septiembre se informó que el mismo dejó un saldo de 40 mil viviendas dañadas y 15 muertos. El 11 de septiembre de 2017, Anahí informó en su cuenta de Instagram la instalación de varios centros de acopio en cinco tiendas Chedraui en la Ciudad de México, que estarían recibiendo, el 13 y 14 de septiembre, víveres, ropa y productos de limpieza, para los damnificados del sismo. A su vez se instaló un centro en el Estadio Víctor Manuel Reyna en Tuxtla Gutiérrez, Chiapas, que se encontró abierto desde el 13 al 26 de septiembre. El 13 de septiembre, informó que en el centro dispuesto en Chiapas la colecta de ese día fue de más de 90 253 productos. Las donaciones recibidas fueron llevadas, por la misma cantante, a los albergues instalados en Jiquipilas, Berriozábal y Suchiapa. Finalmente, el 26 de septiembre se llevó a cabo el cierre del centro de acopio en Tuxtla, Anahí informó en sus redes sociales que la colecta total fue de 686 999 productos, que fueron llevados a los demás albergues instalados en Arraiga, Paredón, Tapachula, Cintalapa, Acapetahua, Villa Comaltitlán, Tuzantán, Pijijiapan, Comitán y Chiapa de Corzo. Poco después se presentó en la Casa hogar de Chiapas para repartir juguetes, medicamentos y artículos de limpieza personal, finalmente participó de la lectura de la historia Cuando la tierra se movió escrita por el consejo minero de Chile, utilizada en su momento para brindar ayuda psicológica a los niños afectados por el Terremoto de Chile de 2010.

### Influencias e imagen
En diversas entrevistas Anahí ha mencionado que aunque su música se enfoque más al pop, sus influencias y gustos abarcan diversos géneros como el reguetón, jazz, la música electrónica y el R&B. Según la propia cantante, una de sus mayores influencias ha sido Thalía sobre la cual comentó: «Me parece una mujer brillante, exitosa y guapa, que además de todo, nunca ha descuidado su corazón ni quien es». Anahí ha considerado que otras de sus grandes influencias han sido la cantante colombiana Shakira y el cantante Robbie Williams, de los cuales comentó: «Creó que una de mis grandes influencias musicales, o de las personas que más admiro es Shakira me parece una persona con un talento increíble. Y Robbie Williams me parece un excelente perfomans». Anahí confesó al diario Milenio que sus influencias son figuras como Madonna, Lady Gaga y Gloria Trevi de las cuales comentó que se siente influenciada por el hecho de que son: «Personajes a los que odias o amas. Sé que yo me encuentro en esa categoría, la gente escucha mi nombre y tiene una reacción muy radical, lo cual no está mal, porque como artista es necesario levantar pasiones. De nada sirve que te encuentres en un punto donde lo que haces no tiene importancia. Quiero presentar este material, que la gente sepa que la música de mi nuevo sencillo está hecha por Kinky, y que traigo una banda bien talentosa en el escenario como Matute». Sobre Gloria Trevi, Anahí ha señalado que: «la admiro mucho, la verdad que me parece una excelente compositora, una gran cantante, una artista completa por que la vemos sobre el escenario y es que wuouw por que es que desborda energía».
Por otra parte, Anahí ha sido conocida por renovar su imagen a través de sus presentaciones en los medios, en directo, con la agrupación RBD y como solista con sus videos musicales y su imagen. La revista People en Español la consideró «una joven muy versátil» así como también una mujer «que luce un cuerpo envidiable». Anahí ha sido considerada en numerosas ocasiones como una sex symbol, la revista Quien la describió como «una cantante que se ha reinventado y cada vez luce más guapa», pasando de «tierno bombón a sexy chica». Según Terra, Anahí «cambió su tierna imagen por la de una femme fatale» y una cantante que «te hipnotiza con su delirante sensualidad». La asesora de imagen Wendy Crespi consideró que: «Su estilo ha sido pulido actualmente y bien definido ya que representa más la edad que tiene. Ha evolucionado su apariencia demasiado juvenil, ahora la vemos más segura, más confiada y madura», señaló además que «Tiene un estilo seductor, tiene confianza en sí misma y es extrovertida. Se siente cómoda con su cuerpo y lo cuida». Sara Galindo, editora ejecutiva de moda de la revista ELLE México asegura entender sus looks de «escenario» pero considera que tiene «todo el potencial para ser la primera dama más chic y fantástica de México», agregó que «es una niña muy simpática, tiene una gran belleza y es sólo cuestión de pulir algunos detalles». Carlos Vega, editor de música de Univisión.com la consideró «la artista que es más internacional en cuanto a los usuarios, es impresionante la cantidad, desde Eslovenia hasta Brasil, España, lugares que seguramente muchos pueden decir donde queda eso».
En el álbum Celestial de RBD, Anahí estuvo a cargo de la imagen del disco, se inspiró en vestuarios con influencia urbana, con un estilo inspirado en los pordioseros. En 2010, Anahí diseñó el vestido que utilizó en la séptima entrega de los Premios Juventud y fue confeccionado por Gustavo Mata. En su video «Mi delirio» la cantante interpreta una mujer loca encerrada en Hospital psiquiátrico, el video fue considerado por YouTube demasiado provocativo por lo cual fue censurado. Según Univisión, Anahí luce un «cambio de look, donde la joven cantante se deja ver más atrevida, sensual y con un vestuario mucho más llamativo, mismo que plasmó en su nuevo videoclip».
De acuerdo con la revista Quien en su video «Me hipnotizas», Anahí «lució muy sexy, coqueteó a las cámaras y lució su esbelta figura». En el video mostró que es una gran amante de la naturaleza, demostrando con estas ideas la calidez y la comodidad que le inspira estar en el bosque, recrea además otro mensaje que es la negatividad de la guerra. En su gira Mi delirio World Tour, Anahí reveló que fue la encargada de diseñar los vestuarios utilizados, argumentando «Ahora quiero incursionar en la alta costura, ya que todos los outfits de mis shows son diseñados por mí». Durante la presentación en el Festival de Viña del Mar, Anahí recrea el look que la cantante Lady Gaga utilizó, usando un vestido de novia con cuchillos clavados en su espalda y sangre. La cantante compartió al diario Milenio que su inspiración surgió cuando estaba en Chicago donde «pasamos por una tienda de ropa, y ahí vi un maniquí que tenía un cuchillo clavado en el cuello. La idea me gustó visualmente. Después pensé en agregar el vestido de novia para representar la traición en un momento tan importante. Pero no me molesta que me digan que copio a Lady Gaga, al contrario, es un halago». La Tercera reseñó que Anahí «se esforzó y con las clases de actuación adquiridas en Televisa, hizo un perfomance, a lo menos curioso. Intentó llorar durante la canción 'Sálvame', se arrodilló y se llevó las manos a la cara». La Cuarta añadió que «fue pura emoción, curvas, lágrimas, pero tanto esfuerzo no le alcanzó ni para un cachito de antorcha». Sin embargo, Anahí volvió a realizar la presentación en México, en el Teatro Metropólitan junto a la cantante Amanda Miguel donde, vestidas de novias, se arrancaron el corazón. El programa Ventaneando reseñó: «Que maravilla ese dueto, se lo aplaudo por que Amanda Miguel es una de las mejores voces de América Latina y tener el valor de cantar con ella. Se esta atreviendo a hacer cosas diferentes, eso es bien interesante, ya quisieran muchas otras ser lo completa que es Anahí. Baila, canta y lleva arriba del escenario desde que tiene un año de edad».  En su tour Go Any Go Tour Anahí utilizó vestuarios con inspiración tipo cabaret durante la interpretación de su tema «Mi delirio».

## Discografía

### Solista
| Álbumes de estudio - 1992: Anahí - 1996: Hoy es mañana - 1997: Anclado en mi corazón - 2000: Baby blue - 2009: Mi delirio - 2016: Inesperado Álbumes de recopilatorio - 2005: Antología - 2006: Una rebelde en solitario - 2007: Antes de ser rebelde EPs - 2010: Alérgico (Fan Edition) - 2011: Libertad Sencillos - 1996: «Descontrolándote» - 1996: «Corazón de bombón» - 1996: «Por volverte a ver» - 1996: «No me comparen» - 1997: «Anclado en mi corazón» - 1997: «Escándalo» - 1997: «Salsa reggae» - 2000: «Primer amor» - 2001: «Superenamorándome» - 2001: «Juntos» feat Kuno Becker - 2001: «Desesperadamente sola» - 2001: «Tu amor cayó del cielo» - 2009: «Mi delirio» - 2010: «Quiero» - 2010: «Me hipnotizas» - 2010: «Alérgico» - 2011: «Para qué» - 2015: «Rumba» (feat Wisin) - 2015: «Boom cha» (feat Zuzuka Poderosa) - 2016: «Eres» (feat Julión Álvarez) - 2016: «Amnesia» - 2020: «Latidos» | Banda sonora - 1986: Chiquilladas: canta con sus amigos - 2001: Primer amor a 1000 x hora - 2011: «Dividida» (Dos hogares) - 2011: «Rendirme en tu amor» con Carlos Ponce (Dos hogares) - 2011: Popland, la música Colaboraciones - 2001: «Juntos» (con Kuno Becker) - 2009: «El regalo más grande» (con Dulce María y Tiziano Ferro) - 2011: «Libertad» (con Christian Chávez) - 2011: «Click» (con Brian Amadeus y Ale Sergi) - 2011: «Rendirme en tu amor» (con Carlos Ponce) - 2016: «Bailando sin salir de casa» (con Matute) - 2021: «Nuestro amor» (con Moderatto) - 2022: «Déjame vivir» (con Juan Gabriel) |

## Giras musicales
- 2009: Anahí Promo Tour
- 2009 - 2011: Mi delirio World Tour

## Imagen y productos
En 2004, durante su participación en la telenovela Rebelde se lanzó el juego de mesa Pretextos, y los perfumes de cada personaje incluido el de Mía Colucci. En 2005 se convierte en la nueva imagen de la marca de cosméticos Avon hasta 2007. En la misma fecha se convirtió en la imagen de la marca de champú Herbal Essences y se lanzó una agenda Herbal RBD edición limitada. De 2005 a 2007 se convirtió en la imagen de la marca de higiene femenina Kotex y de la marca de calzados y ropa Andrea.
En 2007 firmó, junto a sus compañeros de RBD, un acuerdo con Walmart de México para el lanzamiento de una línea exclusiva de 400 productos que incluía ropa y accesorios. La línea de ropa llevó el nombre de Suburbia. El mismo año Anahí se convierte en la imagen de Pepsi junto a sus integrantes de RBD, y se lanzó mercancía de la agrupación a la venta que incluía cuadernos, mochilas y vasos con la imagen del grupo.
Luego de la separación de la agrupación, Anahí se convirtió en la cara de la marca de productos para la piel 
Asepxia, de 2008 a 2010. En 2010 se convirtió en la imagen de Snickers, filmando el comercial para la campaña «No eres tú cuando tienes hambre». De 2010 a 2012 se convirtió en imagen de la marca de ropa y zapatos Mundo Terra. En 2011 realizó el comercial para la campaña «Es para ti es para todos» de Cablevisión México junto a otros actores como David Zepeda y Danna Paola y que estuvo bajo la producción de Pedro Torres. De 2011 a 2012 se convirtió en la imagen de C·Prime México. En 2012 se convirtió en la imagen de la marca de champú Ossart.

## Filmografía

### Telenovelas
| Año       | Telenovelas          | Papel                              |
| --------- | -------------------- | ---------------------------------- |
| 1991      | La pícara soñadora   | Vendedora                          |
| 1991      | Madres egoístas      | Gabriela "Gaby" Cantú              |
| 1991      | Muchachitas          | Betty Ortigoza                     |
| 1992      | Ángeles sin paraíso  | Claudia Cifuentes                  |
| 1995      | Alondra              | Margarita Leblanc                  |
| 1996-1997 | Tú y yo              | Melissa Álvarez                    |
| 1997-1998 | Mi pequeña traviesa  | Samantha Alarcón                   |
| 1998-1999 | Vivo por Elena       | Natalia "Talita" Carvajal          |
| 1998-1999 | El diario de Daniela | Adela Monroy                       |
| 1999-2000 | Mujeres engañadas    | Jessica Duarte                     |
| 2000      | Locura de amor       | Giovanna Luna (Cameo)              |
| 2000-2001 | Primer amor          | Giovanna Luna                      |
| 2002-2003 | Clase 406            | Jessica Riquelme Drech             |
| 2004-2006 | Rebelde              | Mía Colucci Cáceres                |
| 2007      | Lola, érase una vez  | Ella misma                         |
| 2011-2012 | Dos hogares          | Angélica Estrada Mejía Ballesteros |

### Programas
| Año       | Serie                        | Papel                    |
| --------- | ---------------------------- | ------------------------ |
| 1986-1989 | Chiquilladas                 | Presentadora, Frambuesa  |
| 1988      | Dr. Cándido Pérez            | Invitada especial        |
| 1989      | La telaraña                  | Paty                     |
| 1989      | Super Ondas                  | Ella misma               |
| 1989      | La hora marcada              | Cristina / Muñeca        |
| 1990      | Papá soltero                 | María Eugenia            |
| 1990-2002 | Mujer, casos de la vida real | Varios personajes        |
| 1998      | Una pura y dos con sal       | Britany Tylor            |
| 2005      | Adicción R                   | Ella misma (Programa)    |
| 2007      | Skimo                        | Ella misma               |
| 2007      | RBD: la familia              | Annie                    |
| 2016      | Lucky Ladies                 | Ella misma               |
| 2022      | La Más Draga                 | Ella misma               |
| 2024      | ¿Quién es la máscara?        | Ella misma/investigadora |

### Cine
| Año  | Película                   | Papel               |
| ---- | -------------------------- | ------------------- |
| 1989 | Asesinato a sangre fría    | Paty                |
| 1989 | Había una vez una estrella | María               |
| 1991 | Nacidos para morir         | Julia               |
| 1992 | El ganador                 | Lalo / Mariana Sant |
| 1992 | Ayúdame compadre           | Carla               |
| 1996 | No me defiendas compadre   | Estephania          |
| 1999 | Inesperado amor            | Ana                 |
| 2000 | Tarde azul                 | Nicole              |

### Teatro
| Año  | Obra                  |
| ---- | --------------------- |
| 1987 | Ricitos de oro        |
| 1989 | Los extraterrestres   |
| 1991 | Tom Sawyer            |
| 1992 | El soldadito de plomo |